# Magiclick

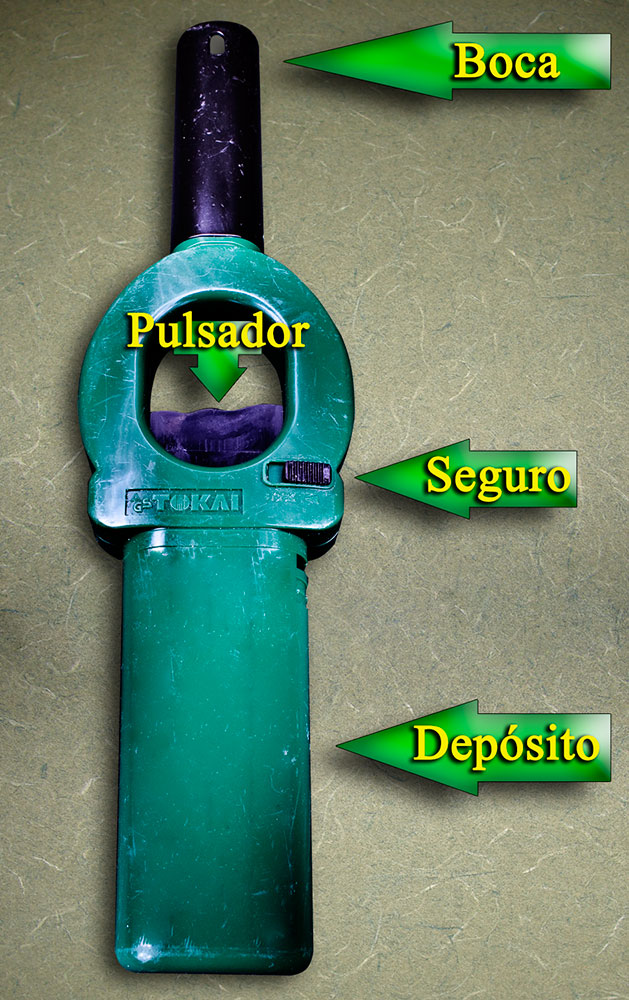
Magiclick o encenedor d'espurna

Un Magiclick és un encenedor d'espurna, generalment de forma allargada, que conté un dispositiu piezoelèctric gràcies al qual es genera una elevada tensió, produint un arc elèctric que encén una flama de gas. Alguns models de Magiclick incorporen una càrrega de gas butà o d'un altre tipus, que els permet produir i mantenir una flama de manera autònoma, mentre que altres es limiten a generar l'espurna per encendre, per exemple, les fogons d'una cuina. El Magiclick és un producte inventat a l'Argentina per Hugo Kogan el 1963, mentre exercia com a director del departament de disseny de l'empresa Aurora, i deu el seu nom al fet que encenia la flama amb només prémer un botó. La publicitat de l'època del seu llançament es vantava de la seva qualitat i durada prometent que ho faria per 104 anys.